# Ivan Fiorletta
Ivan Fiorletta (Avezzano, 9 aprile 1979) è un ex pugile e tecnico sportivo di pugilato italiano.
Ex Campione Italiano della categoria Pesi Superpiuma.
Soprannominato “Matador”, è menzionato nella classifica dei principali successi sportivi d'Abruzzo assieme a Jarno Trulli, Ricky Mattioli ed altri atleti di vari sport.

## Biografia
Fin da piccolissimo, stimolato dal padre Ernesto che fu un peso superwelter negli anni '60, inizia a a sviluppare una grande passione per il pugliato. La prima esperienza nel pugilato avviene nel 1994, all'età di 15 anni, in una palestra di Via Roma ad Avezzano. Tuttavia l'esordio ufficiale nella boxe avviene nel 1995, quando inizia ad intraprendere la carriera da dilettante.
Dal 1995 al 1999, come pugile dilettante, combatte 58 incontri raggiungendo una percentuale di vittorie pari al 70% circa. Durante questo periodo ottiene tre volte il titolo di Campione Abruzzese  e nel 1997 si classifica terzo negli assoluti nazionali.
Nel 1999, all'età di 20 anni, entra ufficialmente a far parte della categoria dei professionisti di pugilato, diventando di fatto uno dei professionisti più giovani della boxe italiana.
Nell'anno 2002 disputa ad Avezzano l'incontro per primo titolo Mondiale Giovani, dove conclude il match con un pareggio.
L'anno successivo, nel 2003, Fiorletta riesce ad ottenere per la prima volta il titolo di Campione Italiano dei Pesi Superpiuma, mantenendo tale titolo anche nell'anno 2004.
Nel 2007 conquista il titolo nella competizione Mediterraneo IBF 4 e il titolo di Campione Intercontinentale.
Attualmente è tecnico sportivo di pugilato e allenatore presso la Fiorletta Boxe di Avezzano.

## Esperienza negli USA
Nell'aprile dell'anno 2005 Fiorletta debutta come pugile in America, combattendo un incontro a Chicago dove vince alla sesta ripresa per KO tecnico contro il pugile Miguel Alvarez. Tuttavia il periodo che segna la sua esperienza americana più importante è quello che va dal 2008 all'anno 2010, dove stipula un contratto biennale con il celebre manager Don King. Durante questo periodo, precisamewnte nel marzo del 2010, gli viene offerta la possibilità di battersi nella semifinale per il Titolo Mondiale. In questa occasione Fiorletta combatte con il famoso pugile Paul Spadafora, terminando l'incontro con una sconfitta all'ottava ripresa. L'esperienza americana è caratterizzata da un totale di tre incontri disputati a Miami, Chicago e Cleveland.